# Бокс на літніх Олімпійських іграх 1964
Турнір з боксу на літніх Олімпійських іграх 1964 проходив з 11 по 23 жовтня 1964 року.
Збірні СРСР і Польщі здобули по три золоті медалі. Сакурай Такао став першим японським боксером — олімпійським чемпіоном. Валерій Попенченко (СРСР) отримав Кубок Вела Баркера, який присуджують найкращому боксерові Олімпіади незалежно від вагової категорії.
Як і раніше, було багато спірних рішень, що стало причиною неприємних випадків. Іспанський боксер напівлегкої ваги Валентин Лорен, незадоволений рішенням рефері дискваліфікувати його в бою, вдарив рефері і відразу отримав пожиттєву дискваліфікацію. Наступного змагального дня боксер напівсередньої ваги Роберто Чиріно (Аргентина) зробив теж саме і теж отримав пожиттєву дискваліфікацію.

## Загальний медальний залік
| Місце | Країна                     | Золото | Срібло | Бронза | Загалом |
| ----- | -------------------------- | ------ | ------ | ------ | ------- |
| 1     | СРСР                       | 3      | 4      | 2      | 9       |
| 2     | Польща                     | 3      | 1      | 3      | 7       |
| 3     | Італія                     | 2      | 0      | 3      | 5       |
| 4     | США                        | 1      | 0      | 3      | 4       |
| 5     | Японія                     | 1      | 0      | 0      | 1       |
| 6     | Об'єднана німецька команда | 0      | 2      | 1      | 3       |
| 7     | Філіппіни                  | 0      | 1      | 0      | 1       |
| 7     | Південна Корея             | 0      | 1      | 0      | 1       |
| 7     | Франція                    | 0      | 1      | 0      | 1       |
| 10    | Болгарія                   | 0      | 0      | 1      | 1       |
| 10    | Фінляндія                  | 0      | 0      | 1      | 1       |
| 10    | Гана                       | 0      | 0      | 1      | 1       |
| 10    | Ірландія                   | 0      | 0      | 1      | 1       |
| 10    | Мексика                    | 0      | 0      | 1      | 1       |
| 10    | Нігерія                    | 0      | 0      | 1      | 1       |
| 10    | Туніс                      | 0      | 0      | 1      | 1       |
| 10    | Уругвай                    | 0      | 0      | 1      | 1       |

## Медалісти
| Вагова категорія               | Золото                     | Срібло                                   | Бронза                                   |
| ------------------------------ | -------------------------- | ---------------------------------------- | ---------------------------------------- |
| Найлегша вага (до 51 кг)       | Фернандо Атцорі · Італія   | Артур Олех · Польща                      | Роберт Кармоді · США                     |
| Найлегша вага (до 51 кг)       | Фернандо Атцорі · Італія   | Артур Олех · Польща                      | Станіслав Сорокін · СРСР                 |
| Найлегша вага (до 54 кг)       | Такао Сакурай · Японія     | Чон Сін Джо · Південна Корея             | Хуан Фабіла · Мексика                    |
| Найлегша вага (до 54 кг)       | Такао Сакурай · Японія     | Чон Сін Джо · Південна Корея             | Вашингтон Родрігес · Уругвай             |
| Напівлегкий вага (до 57 кг)    | Станіслав Степашкін · СРСР | Ентоні Вільянуева · Філіппіни            | Хайнц Шульц · Об'єднана німецька команда |
| Напівлегкий вага (до 57 кг)    | Станіслав Степашкін · СРСР | Ентоні Вільянуева · Філіппіни            | Чарлз Браун · США                        |
| Легка вага (до 60 кг)          | Юзеф Грудзень · Польща     | Віліктон Баранніков · СРСР               | Джеймс Маккурт · Ірландія                |
| Легка вага (до 60 кг)          | Юзеф Грудзень · Польща     | Віліктон Баранніков · СРСР               | Рональд Гарріс · США                     |
| Напівсередня вага (до 63,5 кг) | Єжи Кулей · Польща         | Євген Фролов · СРСР                      | Хабіб Галхія · Туніс                     |
| Напівсередня вага (до 63,5 кг) | Єжи Кулей · Польща         | Євген Фролов · СРСР                      | Едвард Блей · Гана                       |
| Перша середня вага (до 67 кг)  | Маріан Каспшик · Польща    | Річардас Тамуліс · СРСР                  | Пертті Пурхонен · Фінляндія              |
| Перша середня вага (до 67 кг)  | Маріан Каспшик · Польща    | Річардас Тамуліс · СРСР                  | Сільвано Бертіні · Італія                |
| Середня вага (до 71 кг)        | Борис Лагутін · СРСР       | Йосип Гонсалес · Франція                 | Ноджім Майегун · Нігерія                 |
| Середня вага (до 71 кг)        | Борис Лагутін · СРСР       | Йосип Гонсалес · Франція                 | Юзеф Гжесяк · Польща                     |
| Друга середня вага (до 75 кг)  | Валерій Попенченко · СРСР  | Еміль Шульц · Об'єднана німецька команда | Франко Валле · Італія                    |
| Друга середня вага (до 75 кг)  | Валерій Попенченко · СРСР  | Еміль Шульц · Об'єднана німецька команда | Тадеуш Валасек · Польща                  |
| Напівважкий вага (до 81 кг)    | Козімо Пінто · Італія      | Олексій Кисельов · СРСР                  | Олександр Ніколов · Болгарія             |
| Напівважкий вага (до 81 кг)    | Козімо Пінто · Італія      | Олексій Кисельов · СРСР                  | Збігнєв Петшіковський · Польща           |
| Суперважка вага (понад 81 кг)  | Джо Фрейзер · США          | Ханс Хубер · Об'єднана німецька команда  | Джузеппе Ріс · Італія                    |
| Суперважка вага (понад 81 кг)  | Джо Фрейзер · США          | Ханс Хубер · Об'єднана німецька команда  | Вадим Ємельянов · СРСР                   |